# أندرو فونتاس
أندرو فونتاس برات (بالإسبانية: Andreu Fontàs Prat) (مواليد 14 نوفمبر 1989 في بانيولاس في إسبانيا) لاعب كرة قدم إسباني يلعب في مركز قلب الدفاع.

## مسيرته
لعب لصالح نادي برشلونة الإسباني منذ 2007 حتى عام 2012 حيث انتقل لنادي ريال مايوركا على سبيل الإعارة ومن ثم انتقل لنادي سيلتا فيغو الذي لعب فيه منذ 2013 وحتى 2018، لينتقل إلى نادي سبورتنغ كانساس الأمريكي.

## روابط خارجية
- أندرو فونتاس على موقع الاتحاد الدولي (مؤرشف)  (الإنجليزية)
- أندرو فونتاس على موقع الاتحاد الأوربي (الإنجليزية)
- أندرو فونتاس على موقع الدوري الأمريكي (الإنجليزية)
- أندرو فونتاس على موقع قاعدة بيانات كرة القدم.إي يو (الإنجليزية)
- أندرو فونتاس على موقع Soccerbase.com (لاعب) (الإنجليزية)
- أندرو فونتاس على موقع Soccerway.com (الإنجليزية)
- أندرو فونتاس على موقع عالم كرة القدم.نت (الإنجليزية)
- أندرو فونتاس على موقع AS.com (الإسبانية)